# Gachi Rivero
Graciela Rivero Granda (Lima, 27 de mayo de 1978), más conocida como Gachi Rivero, es una locutora de radio, presentadora, comediante de stand up y actriz peruana. Alcanzó la popularidad por ser la conductora del programa radial Oh my Gachi, de la emisora Radio Planeta, además de contar con una amplia trayectoria en programas de radio y televisión nacional.

## Biografía
Nació el 27 de mayo de 1978 bajo el nombre de Graciela Rivero Granda. Proveniente de una familia de clase media, estudió la carrera de Comunicación en la Universidad de Lima. Comenzó su carrera artística haciendo su debut en la actuación con el montaje infantil La vaca, la capa y la zapatilla allá por el año 2002, compartiendo roles con otros actores como Manuel Gold.[cita requerida] Adicionalmente, se incluye al reparto principal de la teleserie peruana Esta sociedad en 2006 en el papel de Pepita y continuó con otros proyectos actorales, siendo parte del doblaje latino de la película animada Valentino y el clan del can en 2008, como Sara.
Gracias a la fama de su faceta actoral, le ha permitido a Rivero incursionar como locutora de radio, asumiendo la conducción del espectáculo cómico radial Batiendo huevos para la radio Studio 92 entre los años 2007 y 2008, así como el otro formato No te agachis por Viva FM. Rivero alcanzó al estrellato siendo conductora del programa radial Oh my Gachi en Radio Planeta a partir de 2009, en el cual permanece en la actualidad, convirtiendo así en el espacio con mayor duración en la historia de la dicha emisora musical peruana.
Más tarde, encausaría su fama en la televisión como presentadora del espacio televisivo Filmanía para el canal Panamericana entre los años 2011 y 2012, cuya sinopsis es de entrevistas a diferentes figuras del medio local. Más tarde, Rivero ingresa a la conducción dual del programa de telerrealidad Calle 7 Perú en 2014 al lado del actor cómico peruano Franco Cabrera, y fue parte de la coconducción del programa concurso El último pasajero al año siguiente.
Como comediante de stand up, es parte del elenco artístico peruano El club de la comedia desde 2011, en el cual fue protagonista de las obra cómica Se busca un comediante de la mano de la compañía local Los Productores el año 2019, al lado de los artistas Mateo Garrido Lecca, Guillermo Castañeda y Carlos Palma. Previo a ello, protagonizó los unipersonales Stand up comedy en 2007 y los derivados La familia Fernández y Feisbuk al año siguiente. Participó con el humorista Carlos Palma para la comedia Salazar Comedy Night en 2023. Adicionalmente, protagonizó el espectáculo Cuentos con Magda y Gachi con la escritora Magda Botteri en 2005[cita requerida] y fue parte del reparto principal del montaje Full monty en 2015.
En el año 2019, volvió a la conducción con el programa de cocina El datazo culinario para el canal Panamericana, con el actor Andrés Salas. Durante la pandemia de COVID-19, participó en el reparto principal de la serie web peruana Atrapados: Divorcio en cuarentena en 2020, donde interpreta a Rocío, y protagonizó la película cómica ¿Quién dijo Detox? en 2022 bajo el personaje de Michi, compartiendo el rol junto con las actrices peruanas Jimena Lindo, Luciana Blomberg, Maju Mantilla y la venezolana Korina Rivadeneira.
Ya para 2022, cocondujo el programa radial Las últimitas contando con la presencia de Fabiana Valcárcel en la emisora Radio Planeta, a lo paralelo con Oh my Gachi.[cita requerida] En ese mismo año, Rivero protagoniza la microobra Amiga date cuenta con Marisol Benavides, contando con la colaboración de la productora local COMCO.
En 2025, admitió que su programa lo veían niños y anunció su primer libro, enfocado en experiencias escolares.

## Filmografía

### Televisión
| Año       | Título                            | Rol        | Notas             | Emisión                 |
| --------- | --------------------------------- | ---------- | ----------------- | ----------------------- |
| 2006-2008 | Esta sociedad                     | Pepita     | Rol principal     | América Televisión      |
| 2009      | Programa 4 × 4                    | Ella misma | Presentadora      | Plus TV                 |
| 2011-2012 | Filmanía                          | Ella misma | Presentadora      | Panamericana Televisión |
| 2014      | Calle 7 Perú                      | Ella misma | Presentadora dual | Frecuencia Latina       |
| 2015      | El último pasajero                | Ella misma | Copresentadora    | Latina Televisión       |
| 2019      | El datazo culinario               | Ella misma | Presentadora      | Panamericana Televisión |
| 2020-2021 | Atrapados: Divorcio en cuarentena | Rocío      | Rol principal     | Netflix                 |

### Cine
| Año  | Título                      | Rol   | Notas                 |
| ---- | --------------------------- | ----- | --------------------- |
| 2008 | Valentino y el clan del can | Sara  | Voz de doblaje latino |
| 2022 | ¿Quién dijo Detox?          | Michi | Rol protagónico       |

### Radio
| Año           | Título          | Rol        | Notas    | Emisión       |
| ------------- | --------------- | ---------- | -------- | ------------- |
| 2007-2008     | Batiendo huevos | Ella misma | Locutora | Studio 92     |
| 2009          | No te agachis   | Ella misma | Locutora | Viva FM       |
| 2009-presente | Oh my Gachi     | Ella misma | Locutora | Radio Planeta |
| 2022-presente | Las últimitas   | Ella misma | Locutora | Radio Planeta |

## Teatro
- La vaca, la capa y la zapatilla (2002)
- Charlie y la fábrica de chocolate (2003)
- Ángeles, el musical de Navidad (2003)
- Cuentos con Magda y Gachi (2005)
- En busca de la bruja perfecta (2007)
- Stand up comedy (2007)
- La familia Fernández (2008)
- Feisbuk (2008)
- Amigos invisibles (2009)
- Mi primera vez (2010)
- Automáticos (2011)
- El club de la comedia (2011-2012)
- Cenicienta (2015)
- Full monty (2015)
- Oh my Gachi (2018)
- Se busca un comediante (2019-2020)
- Amiga date cuenta (2022)
- Salazar Comedy Night (2023)